# Копейкин, Василий Анатольевич
Васи́лий Анато́льевич Копе́йкин (род. 9 марта 1988, Бор, Нижегородская область, СССР) — российский легкоатлет, специализирующийся в прыжке в длину. Чемпион России 2016 года и дважды Чемпион России в помещении (2015, 2016). Мастер спорта России международного класса.

## Биография
Воспитанник детско-юношеского центра «Спартак» из города Бор Нижегородской области. Тренируется у Георгия Владимировича Горошанского.
В 2010 году стал бронзовым призёром первенства России среди молодёжи с результатом 7,68 м, в 2011-м выиграл серебро на командном чемпионате России.
Прыжки под 8 метров стабильно начал показывать в 2013 году. Тогда он дважды стал четвёртым на чемпионатах России (зимой и летом), а также установил личный рекорд 8,00 м на соревнованиях в Ерино. В 2014 году стал бронзовым призёром чемпионата России в помещении с результатом 7,82 м.
Показав отличную серию прыжков в финале зимнего чемпионата страны 2015 года, Василий впервые в карьере завоевал титул сильнейшего прыгуна в России. Из четырёх его результативных прыжков три были дальше 7,90 м, а победной оказалась попытка на 8 метров ровно. Этой победой он завоевал себе право выступить на чемпионате Европы в помещении, который должен был стать первым турниром для него в составе сборной. Однако этим планам не суждено было сбыться. Виной тому стала халатность работников Всероссийской федерации лёгкой атлетики, которые включили в заявку на турнир его младшего брата, Александра, который также выступает в прыжке в длину. Когда об ошибке стало известно, было уже поздно: организаторы чемпионата отказались допустить Василия к соревнованиям.
В 2016 году Василий Копейкин уже в квалификации показал, что серьезно настроен на победу, прыгнув накануне на 8.08. В финале он вновь стал единственным, кому удался прыжок за 8 метров. В четвёртой попытке он показал 8.05 и этот результат принес ему победу и первое место в общем зачете зимнего Гран-при России.
20 июля Спортивный арбитражный суд дисквалифицировал спортсмена на 4 года за нарушение антидопинговых правил, проба дала положительный результат на запрещённое вещество триметазидин. Дисквалификация отсчитывается с 4 мая 2017 года, все результаты, показанные с 6 декабря 2016 года по 4 мая 2017 года, аннулированы.

## Основные результаты
| Год  | Турнир                       | Место проведения  | Место | Результат         |
| ---- | ---------------------------- | ----------------- | ----- | ----------------- |
| 2010 | Чемпионат России             | Саранск, Россия   | 12-е  | 7,46 м (+2,3 м/с) |
| 2011 | Чемпионат России в помещении | Москва, Россия    | 8-е   | 7,53 м            |
| 2011 | Командный чемпионат России   | Сочи, Россия      | 2-е   | 7,76 м            |
| 2012 | Чемпионат России             | Чебоксары, Россия | 17-е  | 7,42 м            |
| 2013 | Чемпионат России в помещении | Москва, Россия    | 4-е   | 7,83 м            |
| 2013 | Кубок России                 | Ерино, Россия     | 5-е   | 7,89 м            |
| 2013 | Чемпионат России             | Москва, Россия    | 4-е   | 7,80 м            |
| 2014 | Чемпионат России в помещении | Москва, Россия    | 3-е   | 7,82 м            |
| 2014 | Чемпионат России             | Казань, Россия    | 4-е   | 7,88 м            |
| 2015 | Чемпионат России в помещении | Москва, Россия    | 1-е   | 8,00 м            |
| 2016 | Чемпионат России в помещении | Москва, Россия    | 1-е   | 8,05 м            |
| 2016 | Чемпионат России             | Чебоксары, Россия | 1-е   | 8,06 м            |